# Megasphaera elsdenii
La  Megasphaera elsdenii  è una specie di batterio appartenente alla famiglia delle Acidaminococcaceae.